# Schiling
Schiling (Szyling) – polski herb szlachecki z nobilitacji.

## Opis herbu
Opis herbu z wykorzystaniem zasad blazonowania, zaproponowanych przez Alfreda Znamierowskiego:
W polu czerwonym toczenica srebrna, w której gałązka lipy z dwoma sękami i trzema listkami srebrnymi.
Klejnot: nad hełmem bez korony dwa skrzydła orle czerwone, na których godło.
Labry czerwone, podbite srebrem.
Powyższy opis pochodzi od Tadeusza Gajla. Józef Szymański przypisuje listkom barwę zieloną. W artykule wyróżniamy wersję Gajla, ponieważ zgodna jest z zasadą alternacji.

## Najwcześniejsze wzmianki
Pierwotnie nadany przez cesarza Maksymiliana I 10 maja 1507. W Polsce nadany Erazmowi i Jodokowi Schilingom, rajcom krakowskim oraz Krzysztofowi, Jerzemu i Fryderykowi Schiligom 29 czerwca 1543.

## Herbowni
Ponieważ herb Schiling był herbem własnym, prawo do posługiwania się nim przysługuje tylko jednemu rodowi herbownemu:
Schiling (Szyling).